# Lasius breviscapus
Lasius breviscapus är en myrart som beskrevs av Seifert 1992. Lasius breviscapus ingår i släktet Lasius och familjen myror. Inga underarter finns listade i Catalogue of Life.